# Édition des Archers
Les Archers ou Édition des Archers est une maison d'édition de bande dessinée et de littérature belge créé en 1960, dont certaines spécialités sont parvenues en France grâce à sa filiale Omega Presse.
La collection Bande dessinée s'est développée à partir de 1978 avec la publication du 2e numéro  du recueil Le 9e Rêve, qui rassemblait des travaux des étudiants de la section bande dessinée de l’institut St-Luc animé par Claude Renard.
Parmi ces étudiants, on retrouve Philippe Berthet, Antonio Cossu, Chantal De Spiegeleer, Alain Goffin, François Schuiten, Séraphine, Benoît Sokal, Yves Swolfs.

## Historique
Cette société se trouvait au 119, rue de la Liberté à Bruxelles en Belgique.

## Revues
Bande dessinée
- Assault
- Sexstar

Histoire
- Der Adler (1975)
- Signal (1973)

Musique
- Édition Spéciale

## Collections
- Action 22
- BD Parade
- Wild West Story

## Séries publiées
- Le 9e Rêve (1978)
- L'Année de la bière, de Raoul Cauvin et Louis-Michel Carpentier (1986)
- Captain Tom, de Franz Drappier (1984)
- Chiwana, de Malik (1984)
- Durango, de Yves Swolfs (1981)
- Fontenoy, de Raoul Cauvin et Robert Lebersorg (1987)
- Humour en tranch(é)es, de Claude Armant et Louis-Michel Carpentier (1986)
- Johnny Goodbye, de Yves Duval et Dino Attanasio (1984)
- Johnny Paraguay, de Malik (1983)
- Lucius, de Jean Dufaux et Xavier Musquera (1986)
- Spaghetti, de Dino Attanasio (1985)